# Bror Jansson
Bror Tore Jansson, född den 8 januari 1918 i Veinge, död den 12 juli 2011 i Halmstad, var en svensk präst, folkhögskolerektor och kulturhistoriker.

## Biografi
Janssons föräldrar var lantbrukaren Gustaf Jansson och Emma Isaksson i Veinge. Han tog studentexamen 1940 och avlade teologie doktorsgrad vid Lunds universitet 1954 och även filosofisk ämbetsexamen 1963. Han prästvigdes 1945 för Göteborgs stift. 
Han tjänstgjorde 1942-1944 vid Lunds universitets folkminnesarkiv och därefter som ämneslärare. Han var lärare vid Hällefors kommunala mellanskola 1947 till 1948 och vid Katrinebergs folkhögskola i Vessigebro 1954 till 1964. Från 1964 till 1968 var han rektor vid Helsjöns folkhögskola i Horred. 1968 tillträdde han en tjänst som komminister i Medelplana församling i Skara stift, som han kvarstod i till pensioneringen 1983. Janssons forskning var främst inriktad på halländsk kultur- och kyrkohistoria och han publicerade en stor mängd böcker och artiklar.  
Han tilldelades 1962 Hazeliusmedaljen i silver, 1963 Samfundet för Hembygdsvårds plakett och 1976 Götene kommuns kulturstipendium.  
År 1955 gifte han sig med Viola Nisenius (1908–2007). Makarna är begravda på Skummeslövs kyrkogård i Laholm.

### Monografier
- Skummelövs kyrka : kyrkan är en av de vackraste i södra Halland och en av de bäst bevarade medeltidskyrkorna. Göteborg. 1951. Libris 2725551
- Johannes Matthiae Gothus och hans plats i gudstjänstlivets historia. Studia theologica Lundensia, 0491-2853 ; 7. Lund: CWK/Gleerup. 1954. Libris 607455 - Avhandling. Lunds universitet.
- Ränneslövs kyrka. Lund: Berlingska boktr. 1954. Libris 1453927
- Östra Karups kyrka. Lund: Berlingska boktr. 1954. Libris 1453928
- Alfshögs kyrka. [Vinberg]: [Alfshögs kyrkoråd]. 1956. Libris 784782
- Ljungby kyrka. [Vinberg]: [Ljungby kyrkoråd]. 1956. Libris 8578667
- Skrea kyrka. [Falkenberg]. 1956. Libris 9948188
- Sibbarps kyrka. 1958. Libris 11174692* Abilds kyrka. Falkenberg: tr. Hallands nyheter. 1959. Libris 756241
- Asige kyrka. [Slöinge]: Asige hembygdsförening. 1959. Libris 9945907
- Tvååkers kyrka. [Tvååker]: [Tvååkers kyrkokassa]. 1959. Libris 1809278
- Vessige kyrka. [Vessige]: [Kyrkorådet]. 1959. Libris 1809279
- Askome kyrka. 1960. Libris 9945918
- Skummeslövs kyrka. [Skummeslöv]: [Kyrkorådet]. 1962. Libris 1809250
- Östra Karups kyrka (2. omarb. uppl). [Östra Karup]: [Kyrkorådet]. 1963. Libris 1809280
- Svartrå kyrka. Köinge: Församl. 1965. Libris 10096913
- Den medeltida dopfunten i Kestad kyrka vid Kinnekulle. [Hällekis]: [förf.]. 1972. Libris 1809248
- Gårdarna kring Kinnekulle / text: Gösta Karlsson, Bror Jansson ; teckningar: Edna Cers-Winberg.. Stockholm: LT. 1981. Libris 7252484. ISBN 913601589X
- Västerplana kyrka. Medelplana. 1982. Libris 361488
- Fullösa kyrka. [Götene]: [Götene bibl. (distr.)]. 1984. Libris 468922
- Sibbarps kyrka (2. utök. uppl). Varberg. 1984. Libris 9079969
- Svartrå kyrka. [Vessigebro]: [Svartrå kyrkoråd]. 1985. Libris 573169
- Ysby kyrka. [Laholm]: [Ysby församl.]. 1985. Libris 519518
- Halmstads slotts 1600-tals gryta. [Halmstad]. 1987. Libris 14720680
- Medeltida studier om kyrkor i Halland. Kristianstad: Monitor-förl. 1992-2002. Libris 8221493
  -  Del 1. 1992. Libris 1529247. ISBN 91-88034-16-X
  -  Del 2. 1995. Libris 8221494. ISBN 91-88034-30-5
  -  Del 3. 2002. Libris 8771238. ISBN 91-88034-86-0
- Breareds kyrka. [Simlångsdalen]: [Breareds kyrkoråd]. 1994. Libris 1874979
- Alfshögs gamla och nya kyrka. Kristianstad: Monitor-förl. 1997. Libris 7768475. ISBN 91-88034-49-6
- Ränneslövs gamla och nya kyrka. Kristianstad: Monitor-förl. 1998. Libris 7768478. ISBN 91-88034-54-2
- Ysby kyrka i Höks härad i södra Halland. Kristianstad: Monitorförlaget. 2000. Libris 7768489. ISBN 91-88034-70-4
- Glimåkrabibeln : krigsbyte från 1612 åter efter nära 400 år. Kristianstad: MonitorFörlaget. 2002. Libris 11626220
- Skummeslövs kyrka i Höks härad i södra Halland. Kristianstad: Monitorförl. 2004. Libris 9649957. ISBN 91-88034-92-5
- Västerplana kyrka / [text/källor: Bror Jansson, Lars Magnusson, Roland Rahn ...]. Hällekis: Kinnekulle församling. 2004. Libris 10529282. ISBN 91-970136-4-1

### Redaktör
- Gamla prästhem i Göteborgs stift. Lund: Gleerup. 1962. Libris 1316363
- Inför en ny dag : morgonböner hållna vid Katrinebergs folkhögskola. Lund: Gleerup. 1959. Libris 742436